# Baldassarre Oltrocchi
Baldassarre Oltrocchi est un religieux, érudit, philologue et bibliographe italien, préfet de la bibliothèque Ambrosienne.

## Réalisations
On lui doit d'avoir recopié et commenté  les douze volumes de dessins et de manuscrits Léonard de Vinci légués par Federico Borromeo à la bibliothèque ambrosienne.